# 대통령 도서관

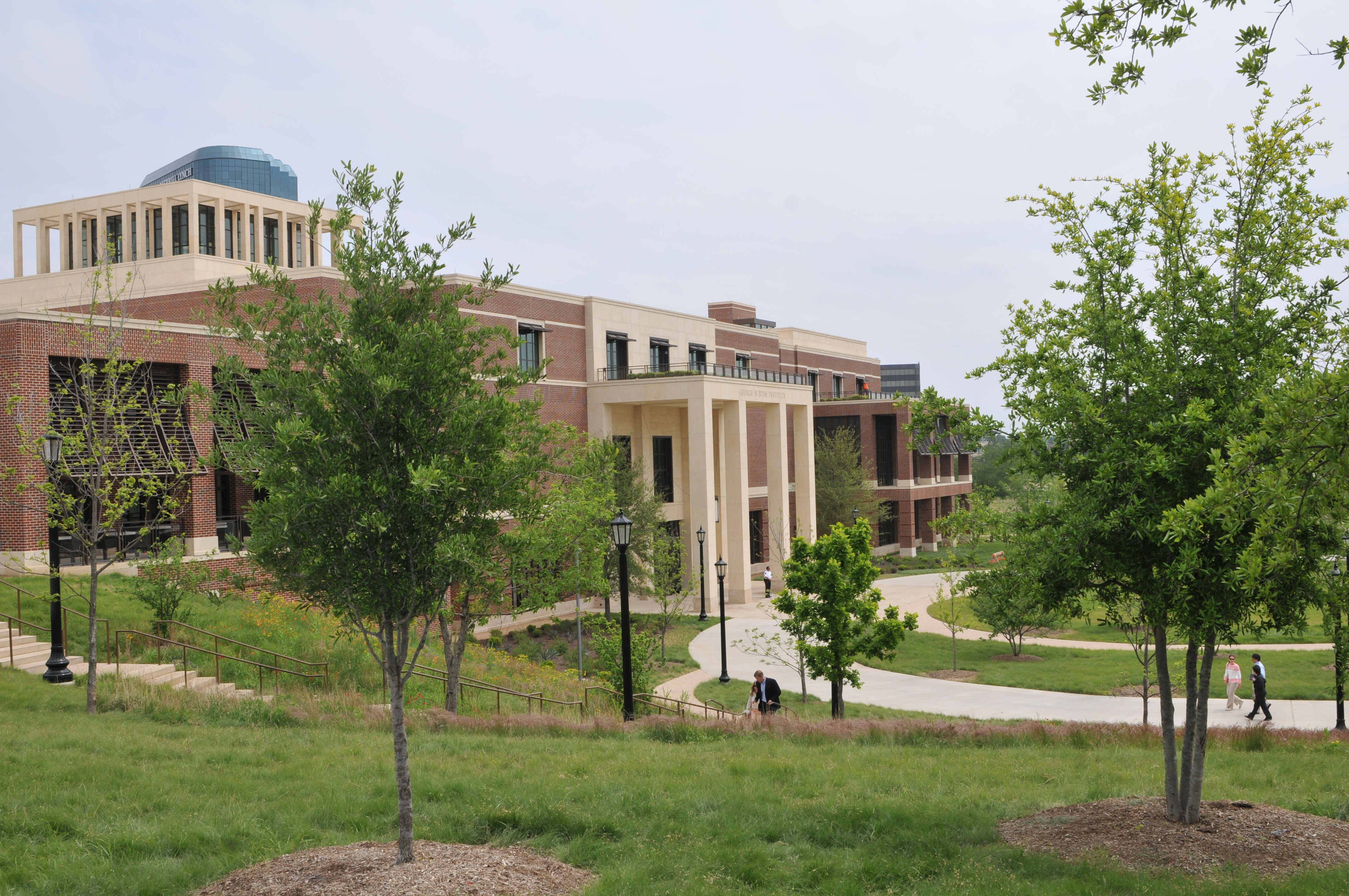
조지 W. 부시 대통령 센터

대통령 도서관(大統領圖書館, 영어: presidential library)은 미국 대통령이 임기중에 관여한 공무에 관한 자료, 서적, 사진 등을 보관하며 공개하고 있는 비교적 큰 시설이다. 소장품의 내용이나 목적에서 보면 도서관이라기보다는 퇴임한 대통령의 기념관이자 자료관으로서의 성격이 강하다. 미국에서 대중적 시설이지만, 그 이외의 나라에서 이러한 시설은 거의 보이지 않는다.